# Nữ giới ở Úc
Phụ nữ ở Úc đề cập đến sự hiện diện văn hóa và nhân khẩu học của phụ nữ ở Úc. Phụ nữ Úc đã đóng góp rất nhiều cho sự phát triển của đất nước, trên nhiều lĩnh vực. Trong lịch sử, thành kiến nam tính đã thống trị văn hóa Úc. Kể từ năm 1984, Đạo luật Phân biệt Giới tính 1984 (Cth) đã cấm phân biệt đối xử giới tính trên toàn nước Úc trong nhiều lĩnh vực của đời sống công cộng, bao gồm công việc, chỗ ở, giáo dục, việc cung cấp hàng hóa, cơ sở vật chất và dịch vụ, hoạt động của các câu lạc bộ và việc quản lý các luật và chương trình của Khối thịnh vượng chung Anh, mặc dù một số bất bình đẳng vẫn còn tồn tại trong xã hội.
Năm 2018, Úc được nhóm nghiên cứu New World Wealth xếp hạng là quốc gia an toàn nhất thế giới đối với phụ nữ.

## Lịch sử

### Thuộc địa New South Wales
| Năm  | Nam giới | Nữ giới | Tổng cộng |
| ---- | -------- | ------- | --------- |
| 1788 | 529      | 188     | 717       |
| 1790 | 297      | 70      | 367       |
| 1800 | 1,230    | 328     | 1,558     |
| 1805 | 1,561    | 516     | 2,077     |
| 1819 | 8,920    | 1,066   | 9,986     |
| 1828 | 16,442   | 1,544   | 17,986    |
| 1836 | 25,254   | 2,577   | 27,831    |
| 1841 | 23,844   | 3,133   | 26,977    |

Úc được thành lập vào năm 1788 như một thuộc địa hình sự. Dân số chủ yếu là nam giới, trong khoảng thời gian từ 1788 đến 1792, khoảng 3546 nam và 766 nữ bị kết án đã được đưa đến Sydney. Sự mất cân bằng giới tính trầm trọng này đã tạo ra rất nhiều vấn đề xã hội. Một số phụ nữ hoạt động mại dâm do hoàn cảnh kinh tế của họ và do mất cân bằng giới tính. Chính quyền thuộc địa lo lắng giải quyết tình trạng mất cân bằng giới tính. Nỗ lực đầu tiên để giải quyết sự mất cân bằng này là chuyến đi của Lady Juliana, một con tàu được thuê chỉ để chở các nữ tù nhân đến New South Wales, nhưng nó đã trở nên khét tiếng trong chuyến đi và được đặt biệt danh là "nhà thổ nổi". Đàn ông châu Âu cũng trao đổi hàng hóa chuyển đến từ châu Âu để lấy dịch vụ tình dục từ phụ nữ thổ dân.

Phụ nữ đóng một vai trò quan trọng trong giáo dục và phúc lợi trong thời thuộc địa. Vợ của Thống đốc Macquarie, Elizabeth Macquarie quan tâm đến phúc lợi của phụ nữ. Elizabeth Macarthur đương thời được ghi nhận vì 'sức mạnh nữ tính' trong việc hỗ trợ thành lập ngành công nghiệp len merino của Úc trong thời gian chồng bà John Macarthur buộc phải vắng mặt tại đây sau Cuộc nổi dậy Rum. Các Nữ tu Bác ái Công giáo đến vào năm 1838 và bắt đầu chăm sóc mục vụ trong một nhà tù dành cho phụ nữ, thăm các bệnh viện và trường học và tạo việc làm cho những phụ nữ bị kết án. Họ đã thành lập các bệnh viện ở bốn trong số các bang miền đông, bắt đầu với Bệnh viện St Vincent, Sydney vào năm 1857 như một bệnh viện miễn phí cho tất cả mọi người, nhưng đặc biệt là cho những người nghèo. Caroline Chisholm (1808–1877) đã thành lập một nơi trú ẩn của phụ nữ nhập cư và hoạt động vì quyền lợi phụ nữ ở các thuộc địa vào những năm 1840. Những nỗ lực nhân đạo của cô sau đó đã giành được danh tiếng ở Anh và có ảnh hưởng lớn trong việc hỗ trợ các gia đình ở thuộc địa. Giám mục Công giáo đầu tiên của Sydney, John Bede Polding đã thành lập một dòng nữ tu Úc — Dòng Nữ tu Samaritanô nhân hậu vào ăm 1857, để làm việc trong lĩnh vực giáo dục và công tác xã hội. Sisters of St Joseph đã được thành lập ở Nam Úc bởi Saint Mary MacKillop và Cha Julian Tenison Woods vào năm 1867. MacKillop đã đi khắp Úc và các trường thành lập, tu viện và các tổ chức từ thiện. Cô được phong thánh bởi Giáo hoàng Bênêđictô XVI vào năm 2010, và trở thành người Úc đầu tiên được vinh danh bởi Giáo hội Công giáo.

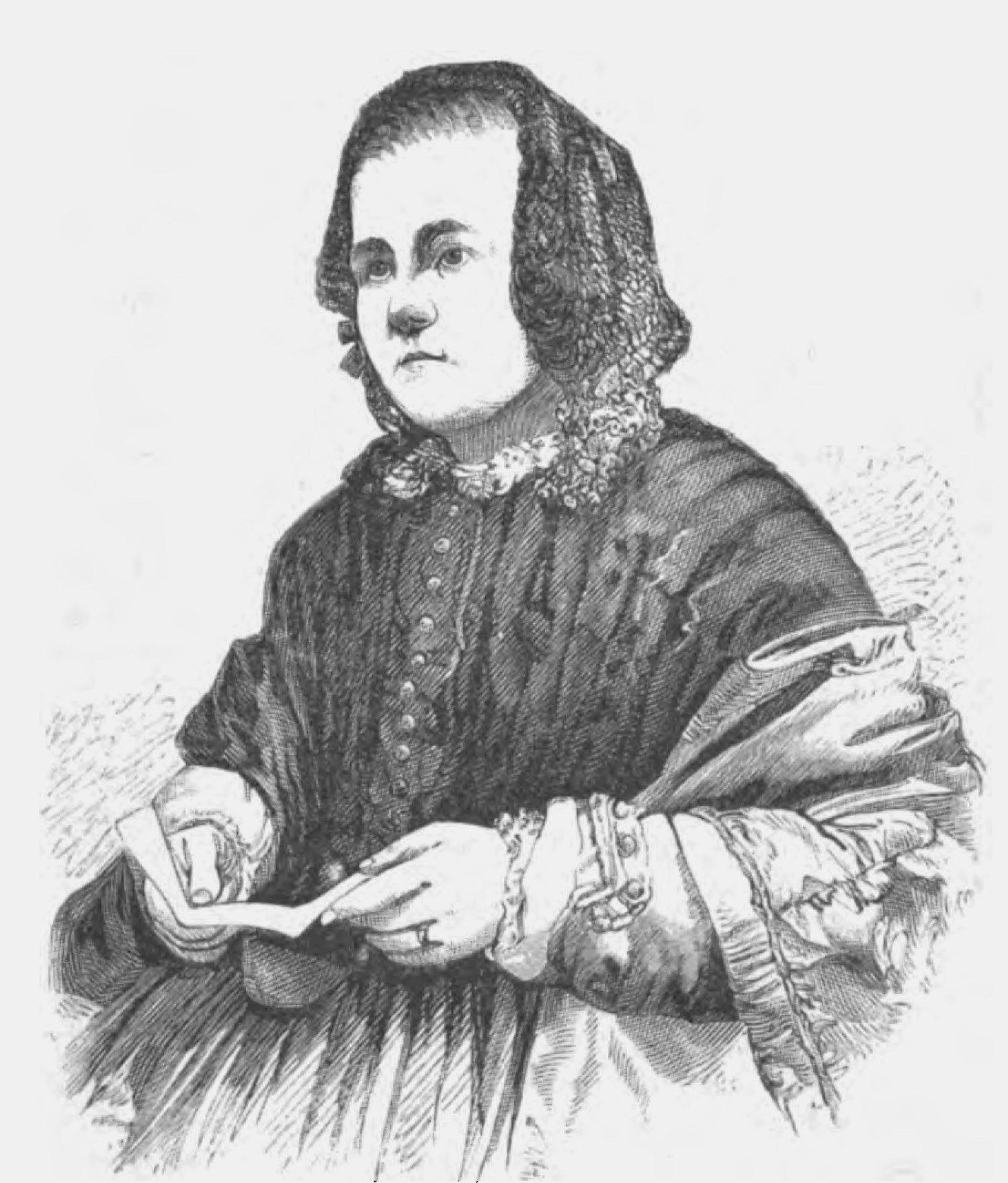
Nhà nhân đạo, Caroline Chisholm là người ủng hộ hàng đầu cho các vấn đề phụ nữ và chính sách thuộc địa thân thiện với gia đình

### Quyền bầu cử cuối thế kỷ 19

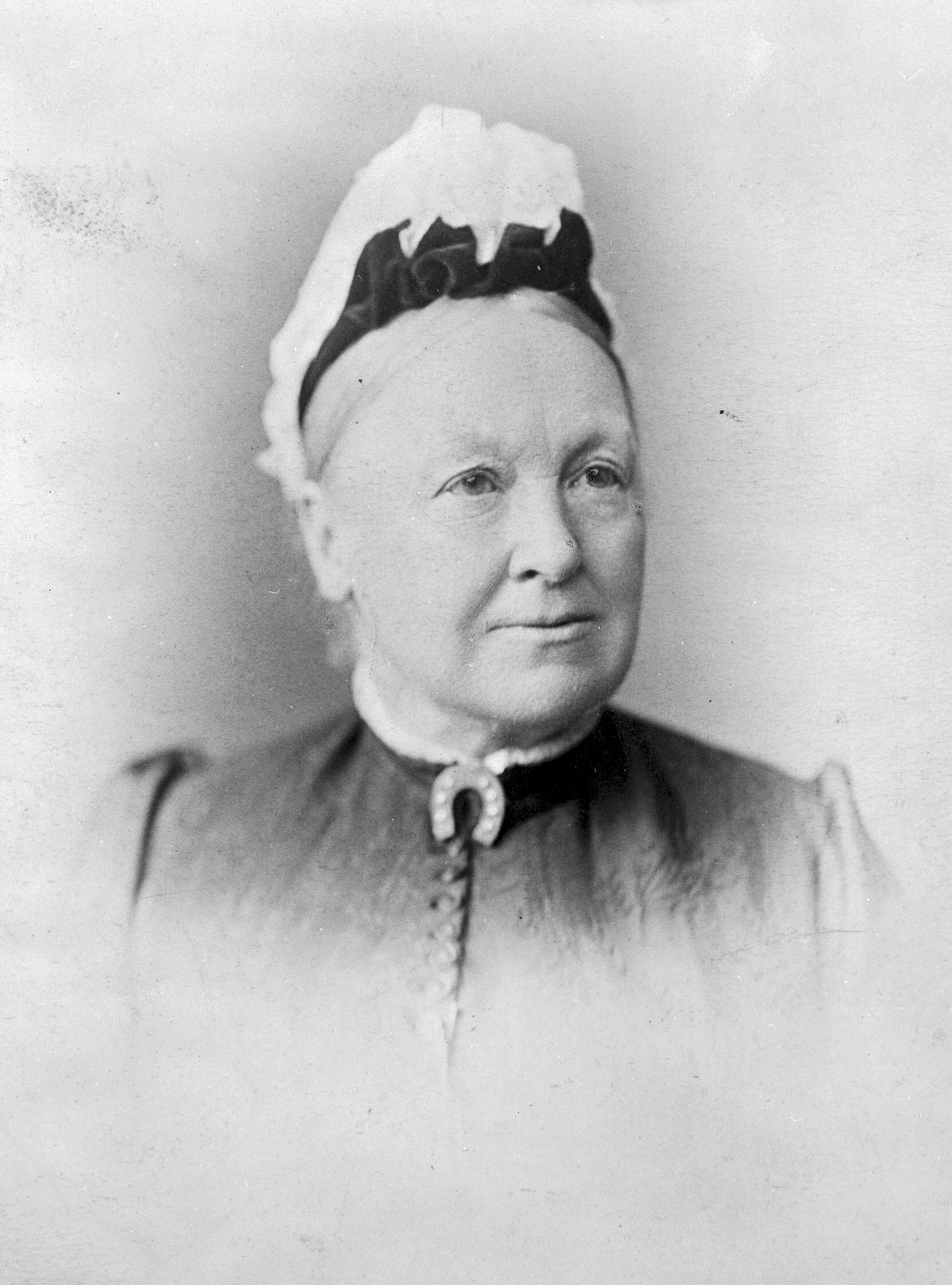
Nữ hoàng Nam Úc Catherine Helen Spence (1825–1910), là một trong những người đầu tiên trên thế giới \được phiếu bầu và là những người đầu tiên có thể ứng cử vào quốc hội.

Úc đã dẫn đầu thế giới trong việc mang lại quyền bầu cử cho phụ nữ vào cuối thế kỷ 19. Phụ nữ có tài sản ở thuộc địa Nam Úc đã được quyền bầu cử trong các cuộc bầu cử địa phương (nhưng không phải bầu cử nghị viện) vào năm 1861. Henrietta Dugdale thành lập hội bầu cử đầu tiên của phụ nữ Úc ở Melbourne vào năm 1884. Phụ nữ đủ điều kiện bỏ phiếu cho Nghị viện Nam Úc kể từ năm 1895. Đây là đạo luật đầu tiên trên thế giới cho phép phụ nữ ứng cử vào các chức vụ chính trị và, vào năm 1897, Catherine Helen Spence trở thành nữ ứng cử viên đầu tiên cho một chức vụ chính trị khi bà ứng cử không thành công vào chức đại biểu của Công ước Liên bang về Liên bang Úc. Tây Úc trao quyền bầu cử cho những phụ nữ không phải thổ dân đủ tiêu chuẩn vào năm 1899.

### 1901–1945
Phụ nữ tham gia tích cực vào nỗ lực chiến tranh, với ít dấu hiệu của sự chống đối hoặc phản đối các chính sách của chính phủ. Năm 1922, Hiệp hội Phụ nữ Nông thôn được thành lập với mục đích cải thiện cuộc sống của phụ nữ ở vùng nông thôn Úc. Tổ chức đã mở rộng trở thành tổ chức phụ nữ lớn nhất trong cả nước.

### Kể từ năm 1945

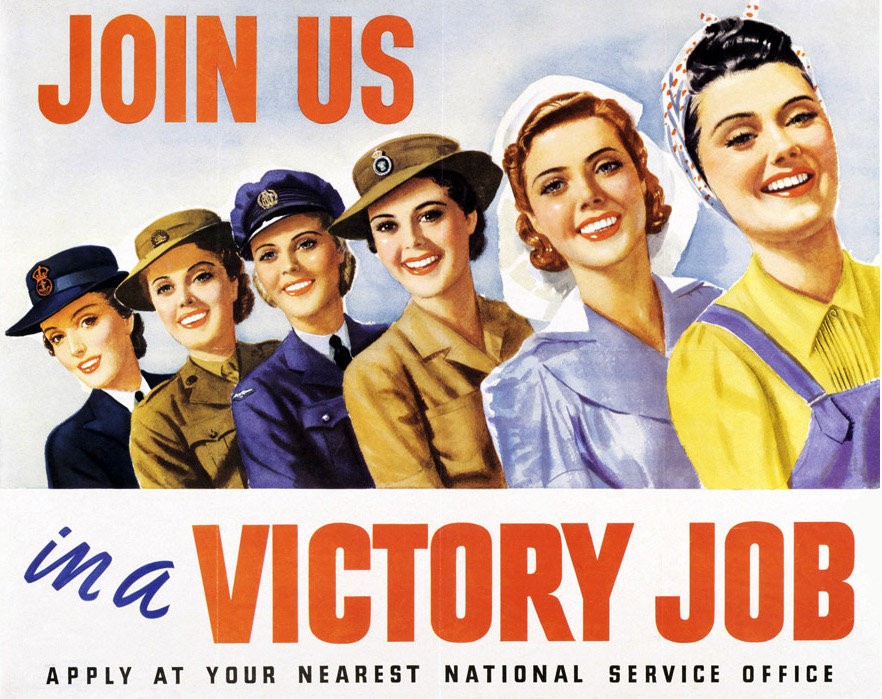
Trong Chiến tranh thế giới thứ hai, tuyên truyền của chính phủ khuyến khích phụ nữ đóng góp vào nỗ lực chiến tranh bằng cách tham gia một trong các chi nhánh dành cho nữ của lực lượng vũ trang hoặc tham gia lực lượng lao động.

Năm 1974, Tòa án Hòa giải và Trọng tài Khối thịnh vượng chung đã cấp cho phụ nữ mức lương đầy đủ ở tuổi trưởng thành. Tuy nhiên, sự phản kháng đối với việc phụ nữ được làm việc trong một số ngành nhất định vẫn còn cho đến những năm 1970. Vì sự cản trở của các thành phần của phong trào Công đoàn, phải đến năm 1975, phụ nữ mới được nhận vào làm tài xế trên xe điện của Melbourne, và đến năm 1975 Sir Reginald Ansett vẫn từ chối cho phép phụ nữ đào tạo thành phi công. Năm 1984, Đạo luật phân biệt đối xử giới tính đã được thực thi, khiến việc phân biệt đối xử dựa trên giới tính và quấy rối tình dục trở thành bất hợp pháp. Hình sự hóa tội hiếp dâm trong hôn nhân ở Úc bắt đầu từ bang New South Wales vào năm 1981, tiếp theo là tất cả các bang khác từ năm 1985 đến năm 1992.

### Địa vị trong xã hội
Cho đến những năm 1960, định kiến quốc gia ở Úc thường là nam tính. Chỉ trong những thập kỷ gần đây, người ta mới chú ý đến vai trò và tình trạng bên lề của phụ nữ và các nhóm dân tộc thiểu số. Một trong những nghiên cứu sớm nhất về vai trò của phụ nữ trong văn hóa Úc được Miriam Dixson thực hiện trong nghiên cứu năm 1975 của cô, The Real Matilda. Dixson kết luận rằng có sự khinh miệt sâu sắc đối với phụ nữ trong văn hoá Úc và rằng vai trò duy nhất của phụ nữ là trong gia đình.
Marilyn Lake lập luận rằng giai đoạn đầu tiên của lịch sử phụ nữ trong những năm 1970 thể hiện một giọng điệu tức giận, với một lối phê bình mang tính cách mạng phản ánh mối liên hệ chặt chẽ của nó với phong trào giải phóng phụ nữ. Đến cuối thế kỷ 20, lịch sử của phụ nữ ít khắc nghiệt hơn và được tích hợp triệt để hơn vào lịch sử xã hội và lịch sử lao động. Trong thế kỷ 21, sự nhấn mạnh đã chuyển sang một chân trời rộng hơn của "quan hệ giới tính", bao gồm các khái niệm như nữ tính và nam tính.

## Quyền sinh sản và sức khỏe
Phá thai ở Úc là bất hợp pháp trong mọi trường hợp cho đến năm 1969, khi Menhennitt ra phán quyết trong vụ R v Davidson cho rằng phá thai là hợp pháp nếu sức khỏe thể chất hoặc tinh thần hoặc tính mạng của người phụ nữ bị đe dọa. Nguyên tắc đó đã được chấp nhận trên toàn nước Úc. Kể từ năm 2019, phá thai theo yêu cầu là hợp pháp (ở các giới hạn nhất định) ở tất cả các tiểu bang và vùng lãnh thổ của Úc, ngoại trừ Nam Úc. Người ta ước tính rằng một phần tư đến một phần ba phụ nữ Úc sẽ phá thai trong đời, và quyền được phá thai nhận được sự ủng hộ mạnh mẽ.
Theo một nghiên cứu năm 2017, phá thai ở Úc có chi phí trung bình là 560 đô la sau khi nhận được khoản tiền hoàn lại từ Medicare, với một số phụ nữ còn phải chịu thêm chi phí từ việc đi lại, ăn ở, giới thiệu bác sĩ, tiền lương bị mất, chăm sóc trẻ em và xét nghiệm y tế. 34% phụ nữ được khảo sát cho biết họ thấy khó khăn hoặc rất khó chi trả cho việc phá thai.  Tỷ lệ tử vong bà mẹ ở Úc là 5,5 ca tử vong/100.000 ca sinh sống tính đến năm 2015.
Australia, tính đến năm 2014, có tổng tỷ suất sinh (TFR) là 1,8 trẻ sơ sinh/phụ nữ, phản ánh mức sinh dưới mức thay thế; tỷ lệ thay thế là 2,1 trẻ em sinh ra/phụ nữ. TFR có mức thấp kỷ lục là 1,74 vào năm 2001 và mức cao kỷ lục là 3,55 vào năm 1961. TFA đã ở dưới mức trung bình kể từ năm 1976.

## Phụ nữ trong chính trị
Mặc dù được trao quyền ứng cử vào cuộc bầu cử liên bang vào năm 1902, phụ nữ đã không có mặt trong 20 năm đầu tiên trên chính trường Úc cho đến cuộc bầu cử năm 1921 của Edith Cowan vào Hội đồng Lập pháp Tây Úc, và không được đại diện liên bang cho đến cuộc bầu cử liên bang năm 1943 khi Dorothy Tangney và Enid Lyons lần lượt được bầu vào Thượng viện và Hạ viện. Phụ nữ đã không tiếp tục lãnh đạo một tiểu bang hoặc vùng lãnh thổ cho đến khi Rosemary Follett được bầu làm Thủ trưởng Lãnh thổ Thủ đô Úc vào năm 1989. Nữ Thủ tướng đầu tiên của Úc, Julia Gillard được bổ nhiệm vào năm 2010.
Kể từ những năm 1970, phụ nữ ngày càng có nhiều người đại diện trong quốc hội. Mặc dù có những ví dụ như vào năm 2010, phụ nữ giữ mọi vị trí cao hơn nam giới ở Sydney, (Clover Moore là Thị trưởng, Kristina Keneally là Thủ hiến của New South Wales, Marie Bashir là Thống đốc của New South Wales, Julia Gillard là Thủ tướng, Quentin Bryce là Toàn quyền và Elizabeth II là Nữ hoàng của Australia) họ vẫn là thiểu số trong quốc hội, và tính đến năm 2016 chỉ chiếm 32%, tăng 1% so với cuộc bầu cử trước.